# Lipstick Traces (On a Cigarette)
«Lipstick Traces (On a Cigarette)» («Следы губной помады (на сигарете)») — песня, написанная Алленом Туссейнтом под псевдонимом «Naomi Neville» в 1962. Первым песню записал Бенни Спеллман. Кавер-версии песни записывали различные исполнители, в том числе Ринго Старр.

## Версия Бенни Спеллмана
Бенни Спеллман первым записал песню 7 февраля 1962 в Новом Орлеане. Песня стала единственным хитом Спеллмана, поднявшись в американском чарте Billboard R&B chart до 28-го места и в чарте Billboard Hot 100 до 80-го места. Би-сайдом на сингле, выпущенном в 1962 лейблом Minit Records, была песня «Fortune Teller», впоследствии ставшая известной в кавер-версии The Rolling Stones.
Продюсером записи стал автор песни — Аллен Туссейнт, бэк-вокал спели штатные артисты лейбла Irma Thomas и Willie Harper.

## Версия Ринго Старра
Ринго Старр записал кавер-версию песни для своего альбома 1978 года Bad Boy. Песня вышла как на альбоме, так и на сингле с него (в качестве би-сайда на сингле вышла ещё одна песня с альбома — «Old Time Relovin'»).

### Участники записи
- Ринго Старр — ведущий вокал, барабаны
- Lon «Push-A-Tone» Van Eaton — гитара
- Git-tar — ритм-гитара
- Diesel — бас-гитара
- Hamish Bissonnette — синтезатор

## Другие кавер-версии
Кавер-версии на песню исполняли и записывали многие исполнители и группы. Одну из самых первых кавер-версий сделала в 1965 группа The O'Jays (Imperial single 66102). Сингл с их версией поднялся в чарте Billboard R&B chart до 28-го места и в чарте Billboard Hot 100 до 48-го места. Эта версия была включена в их альбом Comin' Through (Imperial 9290), выпущенный в 1965.
Среди других исполнителей, делавших кавер-версии песни, Snooks Eaglin, Frankie Ford, Delbert McClinton, Amazing Rhythm Aces и Alex Chilton. Joe Krown записал инструментальную версию песни для своего альбома 2007 года Old Friends.